# 中州集
《中州集》，又稱《翰苑英華中州集》、《中州鼓吹翰苑英華集》，金元好問編，10卷，附樂府1卷。
中州（今河南一帶）乃金朝政治、經濟中心，書成於金亡之後，共收錄作者251人，錄2062餘首，首录显宗二首、章宗一首，其余作家“每人各为小传，详具始末”，當時在世者不收，故無元好問、刘祁等人作品。《中州集》有作者小傳﹐內容豐富﹐多載生平事蹟以及趣闻轶事﹐還常列舉帶有詩話性質的佳句名篇、诗文著作及诗词评论。另有南宋官吏朱弁、滕茂实等5人诗作84首。
《中州集》卷一的“蔡珪小传”首先提出萧贡所謂的“國朝文派”的說法，元好問以為国初文士如宇文虚中﹑蔡松年﹑吴激等都是宋儒，是“借才异代”，直到蔡珪、党懷英以後才出現國朝文派。
《中州集》最早以《国朝百家诗略》為藍本，並追忆、辑录前辈及交游诸人之作，初刻於蒙古海迷失后二年（1250年）。康熙年间郭元釪编《全金詩》，即以此书为基础而有所增补。元初修《金史》，有41人的列傳取材自《中州集》，其中如馬定國則大部份抄錄《中州集》卷一〈馬御史定國〉之文，僅略為刪改，“其小傳足備金源一代故實”。《四庫全書總目》說《中州集》：“大致主於藉詩以存史，故旁見側出，不主一格”。元好问在《自题中州集后》评价金代诗歌，“部下曹刘气尽豪，江东诸谢韵尤高。若从华实评诗品，未便吴浓得锦袍”。